# Sagra del Signore della Nave
Sagra del Signore della Nave è un atto unico di Luigi Pirandello scritto nell'estate del 1924 e derivato da una sua novella intitolata Il Signore della nave del 1916.
La prima rappresentazione della commedia il 2 aprile 1925 al Teatro Odescalchi di Roma segnò il debutto della compagnia del Teatro d'Arte creata da Pirandello che annovererà in seguito, come prima attrice, Marta Abba.
L'opera teatrale fu pubblicata ne Il convegno nel 1924 e successivamente nel 1925 dall'editore Bemporad di Firenze.
In occasione della prima rappresentazione della sua Compagnia, Pirandello volle un particolare allestimento spettacolare dell'opera: il palcoscenico venne collegato da una passatoia rialzata alla sala, passando nel corridoio tra le due file delle poltrone; dalla porta d'ingresso, alle spalle degli spettatori, entravano gruppi di attori e comparse che si dirigevano nella piazza, per partecipare alla sagra, affollata da paesani, bancarelle, prostitute, tra rulli di tamburi e grida di rivenditori. Sullo sfondo dominava la scena una chiesa.

## Trama
Si celebra con una sagra la festa del Signore della Nave, in occasione della annuale prima macellazione del maiale e anche del ringraziamento votivo dei marinai che sono scampati alla morte in mare.
Due elementi fortemente contrapposti: la carnalità del maiale macellato e la religiosità dei marinai miracolati dal Signore della Nave, un antico crocefisso insanguinato che era appartenuto ad una nave che proveniva dall'oriente, e portato in paese da «una ciurma straniera».
Mentre si sta svolgendo la festa, dai toni pagani e religiosi assieme, nasce una discussione animata tra il grasso signor Lavaccara, che rimpiange di non aver fatto in tempo a salvare dalla macellazione il suo amato ed intelligente maiale Nicola, e «il giovane pedagogo», maestro di suo figlio, che sostiene fermamente che gli animali non hanno intelligenza, dono che Dio ha riservato agli uomini.
Ma a smentire le sue parole nel frattempo frotte di uomini ubriachi si sono ridotti allo stato animale sfrenandosi in comportamenti orgiastici e lussuriosi che cessano quando dalla chiesa, alonato da una luce violetta, esce, sostenuto in alto da un lugubre prete, il grande crocefisso insanguinato che attraversa in processione tutta la sala del teatro, mentre i fedeli in coro si battono il petto pentiti dei loro peccati carnali.
Osserva allora il pedagogo rivolgendosi al signor Lavaccara che solo la paura della punizione divina fa distinguere gli uomini dai maiali: